# ستانيسلو تشلبوفسكي
ستانيسلو تشلبوفسكي (بالبولندية: Stanisław Chlebowski)‏ (1835 - 1884) رسام بولندي متخصص في اللوحات الإستشراقية. 

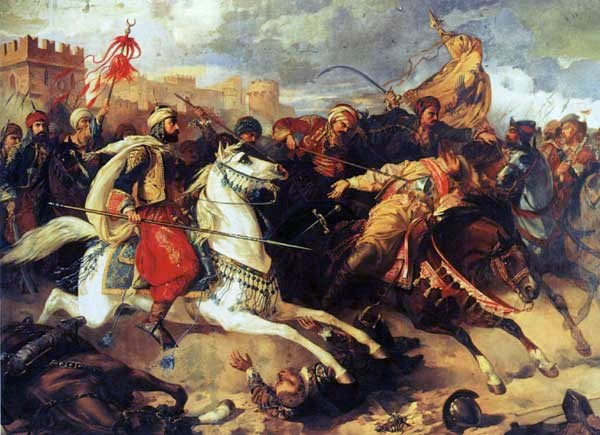
لوحة "معركة ڤارنا" بريشة الرسام البولندي «ستانيسلو تشلبوفسكي».

## معرض صور

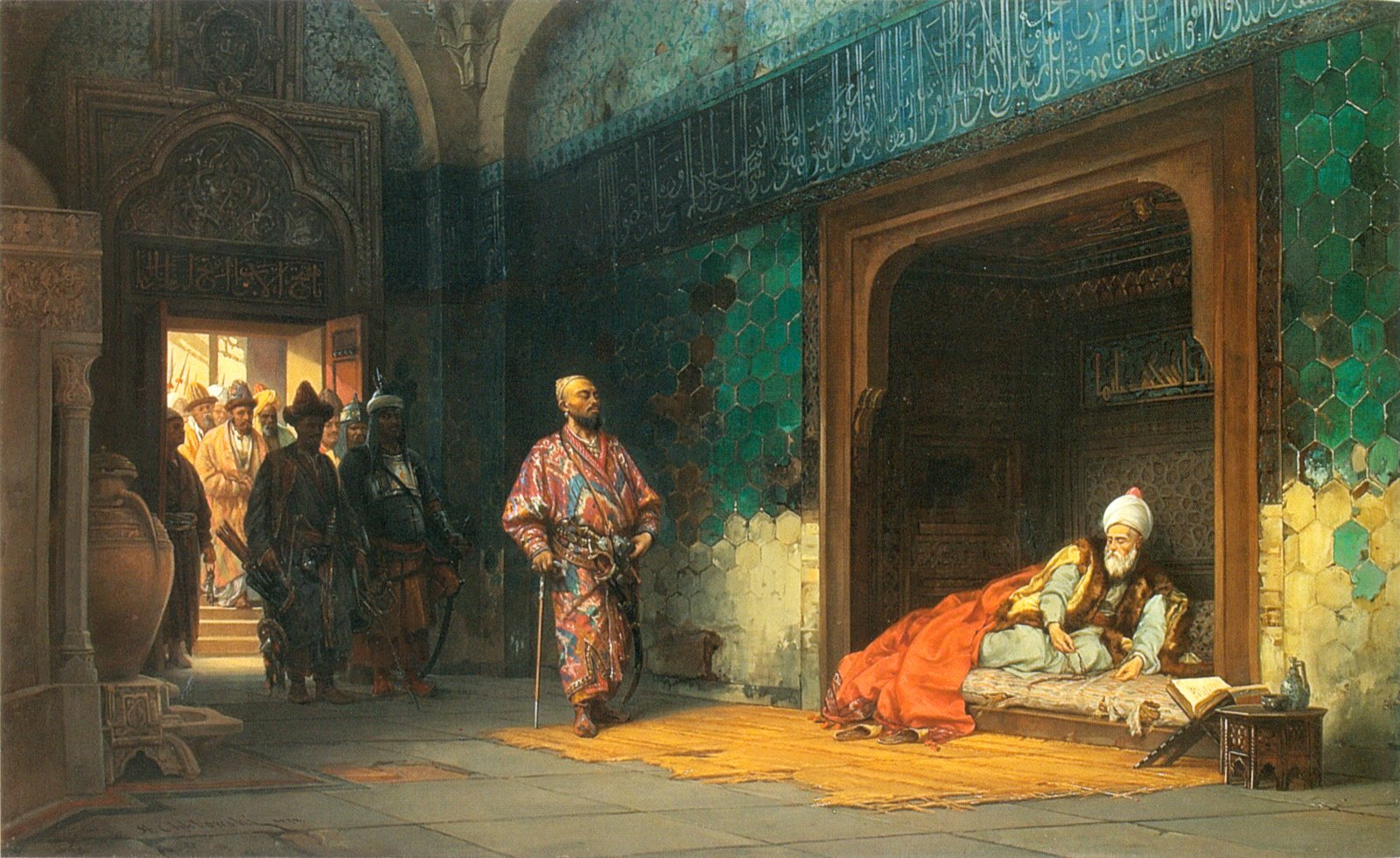
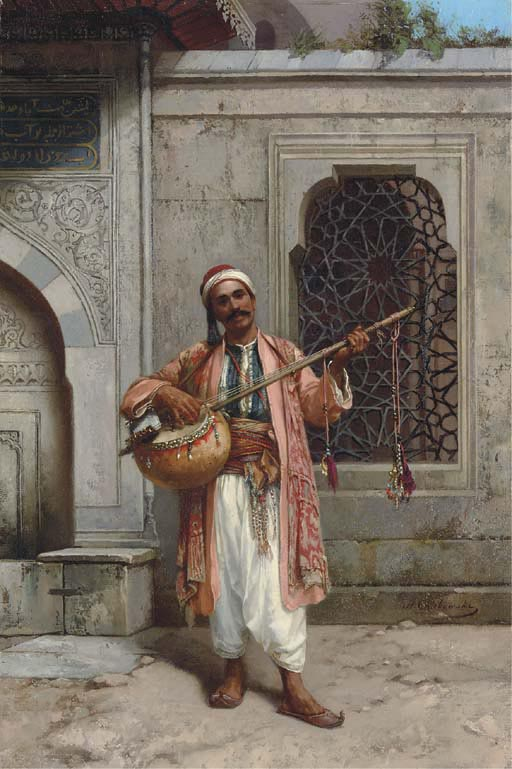
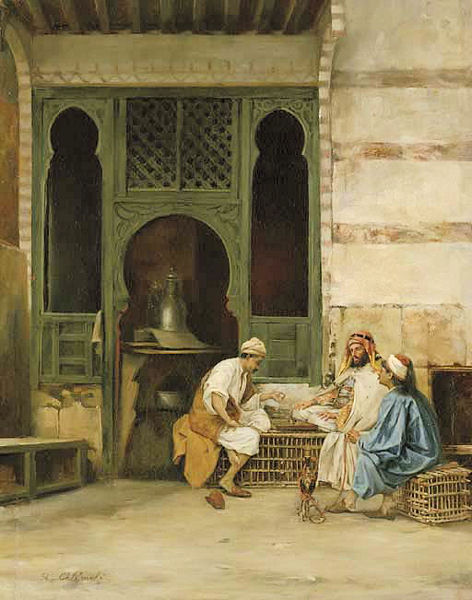